# 實叉難陀
實叉難陀（梵語：、652年—710年），中國唐代出身西域于闐國的譯經僧。

## 生平
武則天初年，由于認為舊譯華嚴經等經書的翻譯不夠完整。實叉難陀於証聖元年（695年）在洛陽大遍空寺開始譯經，至聖歷二年（699年）結束，完成新譯華嚴經，共八十卷，世稱《八十華嚴》。武則天本人十分重視《華嚴經》的翻譯，“親受筆削，施供食饌”，親製《大周新譯〈大方廣佛華嚴經〉序》。
實叉難陀於景雲元年（710年）大薦福寺圓寂，享年59歲。